# Felix Herzenbruch
Felix Herzenbruch (* 8. August 1992 in Wuppertal) ist ein deutscher Fußballspieler.

## Karriere
Felix Herzenbruch ist in Wuppertal geboren und aufgewachsen. Sein erster Jugendverein war der ortsansässige SV Jägerhaus Linde, für den er bis zur D-Jugend aktiv war. Nachdem sich seine Jugendmannschaft aufgelöst hatte, schloss er sich dem bedeutendsten Fußballverein in Wuppertal, dem Wuppertaler SV an.
Dort wurde er nach neun Jahren in der Jugend zur Saison 2011/12 in den Kader der ersten Mannschaft aufgenommen, die damals in der Regionalliga West spielte. Nach zwei Jahren und 45 Ligaspielen wechselte Herzenbruch im Sommer 2013 zum Ligakonkurrenten Rot-Weiß Oberhausen, nachdem der Wuppertaler SV bedingt durch Insolvenz in die Oberliga absteigen musste.
Von 2013 bis 2016 war Stammspieler in der Regionalliga-Mannschaft von Rot-Weiß Oberhausen, bevor er zur Saison 2016/17 in die 3. Liga zum Zweitligaabsteiger SC Paderborn 07 wechselte, mit dem er zwei Jahre später in die Bundesliga aufsteigen konnte. 
Zur Regionalligasaison 2019/20 ging der Verteidiger nach Auflösung seines Vertrages zu Rot-Weiss Essen. Nach drei Regionalligapartien und einem Landespokalspiel verliehen ihn die Essener bis Saisonende an den Ligakonkurrenten Oberhausen, für den der Verteidiger in der Vergangenheit bereits drei Jahre aktiv gewesen war. In den kommenden beiden Spielzeiten entwickelte er sich bei Rot-Weiss Essen zum Stammspieler und stieg schließlich im Mai 2022 in die 3. Liga auf. 
Ab dem Sommer 2023 war der Verteidiger ein halbes Jahr vereinslos, ehe ihn am 19. Januar 2024 Regionalligist SSVg Velbert unter Vertrag nahm.

## Erfolge
SC Paderborn
- Westfalenpokalsieger: 2017, 2018
- Aufstieg in die 2. Bundesliga: 2018
- Aufstieg in die Bundesliga: 2019

Rot-Weiss Essen
- Niederrheinpokalsieger: 2020, 2023
- Meister der Regionalliga West und Aufstieg in die 3. Liga: 2022